# 圣油

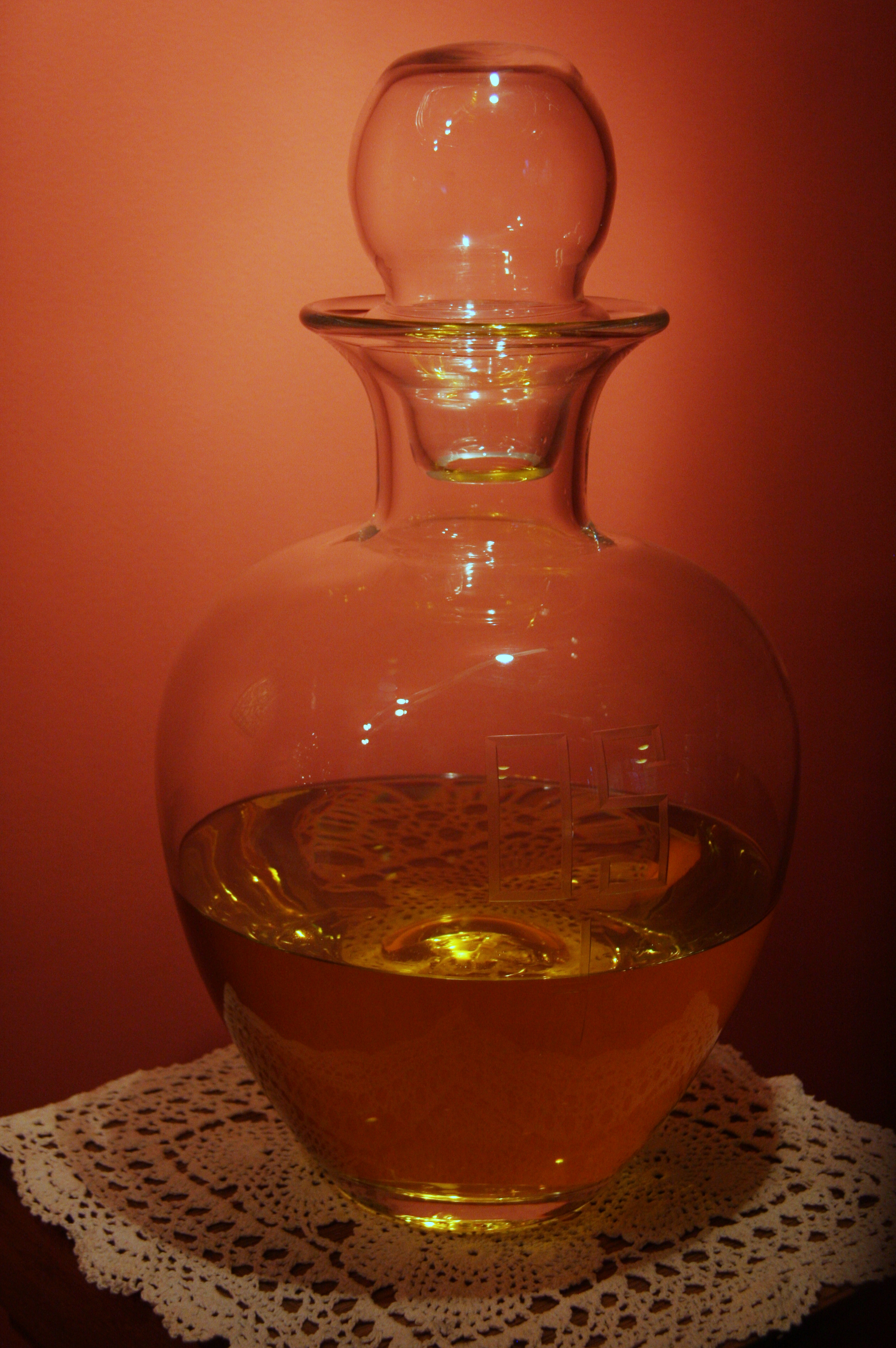
圣油

圣油是天主教、东正教、东方正统教会、東方亚述教会、北欧路德教会、圣公会和舊天主教会用于执行某些圣礼和教会职能而得到祝圣的油。法国国王加冕时会通过教宗以圣油瓶中的圣油涂抹的方式登基。